# 대한중석
대한중석(大韓重石, Korea Tungsten Co.)은 대한민국의 전 국영기업이자 오늘날 대구텍의 전신이다.

## 소개
- 1960년도, 당시 대한민국 유일의 외화벌이 국영기업이자, 회사의 수출액이 국가 전체 수출액의 약 60%까지 차지한 거대 기업이었던 대한중석의 역사는 1916년 4월, 강원도 영월의 상동광산이 발견되면서 시작되었다. 당시 어느 기업체보다도 큰 자금력을 지니고 있었으며, 세계 최대의 단일광구였던 상동 광산과 달성 광산을 주축으로 전 세계 중석 시장의 8%, 자유진영 공급량의 10~20%까지 담당하고 있었기에 대외적으로 막강한 영향력을 행사했다.[2] 1960년대에 뉴욕과 런던, 그리고 동경에 지사를 설립하면서 영업을 확대시켰다.
- 1968년 4월, 대한민국 정부의 합작투자로(정부 75%, 대한중석 25%) 포항종합제철을 설립하였다. 1994년 3월, 문민정부의 공기업 민영화 방침으로 인해 민영화 1호 기업으로 거평그룹에 인수되었다. 이후 외환위기로 인해 거평그룹이 부도 처리되면서, 외국 매각 1호로 IMC그룹이 설립한 대한중석초경에 자산이 매각되면서 2015년 5월 퇴출되었다.

## 계열사 및 관계단체
- 중석공영(계열사, 거평주택개발의 전신)
- 포항종합제철(출자회사, 이후 POSCO로 이름이 바뀌었다.)
- 강남신용금고(자회사, 이후 현대스위스저축은행이 되었다.)
- 대한중석공업고등학교(이후 대중금속공업고등학교가 되었다. 초대 이사장 한신)

## 역사

### 1960년대 이전
- 1916년 4월: 강원도 영월 상동 텅스텐 광맥 노두 발견
- 1936년 2월: 소림광업(小林鑛業)㈜ 설립
- 1947년 2월: 회중석 미국 첫 수출
- 1952년 9월: 대한중석광업㈜설립 - 수출 USD:16,457,000(대한민국 전체의 56%), 종업원수: 4,287명
- 1959년 5월: 화학처리 공장 준공

#### 1960년대
- 1961년 6월: 뉴욕 지사 설립
- 1961년 9월: 종합연구소 설립
- 1961년 11월: 런던 지사 설립
- 1963년 2월: 동경 지사 설립
- 1966년 11월: 제6회 수출의 날 표창 수상(한국 수출 순위 2위)
- 1967년 11월: 제7회 수출의 날 표창 수상(한국 수출 순위 3위)
- 1968년 2월: 포항종합제철㈜ 정부합작 투자(정부 75%, 대한중석25%)
- 1968년 11월: 제8회 수출의 날 표창 수상(한국 수출 순위 6위)
- 1969년 11월: 제9회 수출의 날 표창 수상(한국 수출 순위 8위)

#### 1970년대
- 1972년 11월: APT 공장 준공.
- 1974년 2월: 텅스텐 파우더 공장 준공
- 1976년 11월: 네덜란드 로테르담 지사 설립
- 1977년 11월: 중석 종합 가공 공장 준공 - 생산제품: Blank, Carbide insert, Mining tools, Brazed tools
- 1978년 10월: 코팅 공장 준공 (CVD-TiN 최초 생산)
- 1979년 12월: 툴홀더 공장 준공

#### 1980년대
- 1981년 1월: 초경 특수 코팅 Substrate 개발
- 1983년 5월: 네덜란드 지사 독일로 이전
- 1985년 7월: 대한중석·포항제철 간 공동 연구 협력
- 1985년 10월: 국내 최초 Cermet 인서트 개발
- 1988년 11월: 카바이드 롤 공장 준공
- 1989년 11월: 텅스텐 와이어 공장 준공

#### 1990년대
- 1991년 3월: 세라믹 공장 준공
- 1994년 2월: 상동 광산 폐광
- 1994년 3월: 정부 공기업 민영화 방침에 의거 거평그룹으로 대주주 변경
- 1995년 3월: 텅스텐 와이어 중국 공장 준공
- 1998년 7월: IMC그룹에 자산 매각

## 역대 사장

### 대한중석
| 대수 | 이름   | 직급 | 임기          | 비고                                                            |
| ---- | ------ | ---- | ------------- | --------------------------------------------------------------- |
| 초대 | 안봉익 | 사장 | 1952년~1957년 | 이승만 대통령 내정 초대사장                                     |
| 2대  | 장기영 | 사장 | 1957년~1960년 | 민중당 총재, 국회의원, 체신부 장관, 서울시장                    |
| 3대  | 문창준 | 사장 | 1960년~1961년 | 한국무역해운회사 대표                                           |
| 4대  | 장지량 | 사장 | 1961년~1962년 | 공군참모총장, 국회의원, 대사, 한국군사학회장                    |
| 5대  | 김창규 | 사장 | 1962년~1963년 | 공군참모총장, 국회의원, 대림산업 부회장, 한국석유화학공업협회장 |
| 6대  | 박태준 | 사장 | 1964년~1968년 | 육군 소장, 포스코 명예회장                                      |
| 7대  | 김용배 | 사장 | 1968년~1970년 | 육군참모총장, 충남비료 사장                                     |
| 8대  | 박병권 | 사장 | 1970년~1976년 | 국방장관                                                        |
| 9대  | 한신   | 사장 | 1977년~1985년 | 내무부 장관, 감사원장, 합참의장                                 |
| 10대 | 김정호 | 사장 | 1985년~1986년 | 국회의원, 건양통운 회장                                         |
| 11대 | 김용수 | 사장 | 1986년~1991년 | 국회의원                                                        |
| 12대 | 이진백 | 사장 | 1991년~1993년 | 정보사령관, 육군 소장                                           |
| 13대 | 원성희 | 사장 | 1993년~1994년 | 한국수출산업공단 이사장                                         |
| 14대 | 양수제 | 사장 | 1994년~1998년 | 삼성전자 부사장, 중앙일보 부사장, 거평시그네틱스 부회장         |
| 15대 | 최효병 | 사장 | 1997년~1998년 | 거평그룹 부사장                                                 |

### 대구텍
| 대수 | 이름      | 직급 | 임기          | 비고 |
| ---- | --------- | ---- | ------------- | ---- |
| 초대 | 일란 게리 | 사장 | 1999년~2001년 |      |
| 2대  | 모셰 샤론 | 사장 | 2001년~2013년 |      |
| 3대  | 한현준    | 사장 | 2013년~       |      |

## 수상경력
- 제6회 수출의 날 표창 수상(대한민국 수출 2위)
- 제7회 수출의 날 표창 수상(대한민국 수출 3위)
- 제8회 수출의 날 표창 수상(대한민국 수출 6위)
- 제9회 수출의 날 표창 수상(대한민국 수출 8위)

## 같이 보기
- 대구텍
- 포스코
- IMC그룹
- 워런 버핏
- 대한중석 축구단